# Bobbi Kristina
Bobbi Kristina Brown (4 de março de 1993 – 26 de julho de 2015) foi uma personalidade da televisão de realidade americana e cantora. Ela era a única filha dos cantores Bobby Brown e Whitney Houston. A fama de seus pais manteve Brown sob os olhos do público, assim como suas aparições no reality show Being Bobby Brown.
Brown tinha a intenção de se tornar uma cantora, atriz e dançarina como seus pais. Ela se apresentou com sua mãe em concertos várias vezes, bem como cantando uma versão da música de sua mãe "I'm Your Baby Tonight" em Being Bobby Brown. Ela apareceu como ela mesma em vários programas de televisão e especiais, e interpretou um papel na série de televisão de Tyler Perry For Better or Worse em 2012.
Em 31 de janeiro de 2015, Brown foi encontrada inconsciente em uma banheira em sua casa, o que foi semelhante ao destino de sua mãe. Após estar em coma por quase seis meses, Brown morreu de pneumonia lobar em 26 de julho, aos 22 anos. Após sua morte, sua vida foi tema de um filme de televisão em 2017 e um documentário em 2021.

## Juventude
Bobbi Kristina Brown nasceu em 4 de março de 1993, no Saint Barnabas Medical Center em Livingston, New Jersey, filha dos cantores Whitney Houston e Bobby Brown. Cresceu sob os holofotes da mídia devido à fama de seus pais, aparecendo em eventos públicos e na televisão desde muito jovem. Sua mãe Whitney Houston, era prima de cantores renomados como Dee Dee Warwick, Dionne Warwick e Leontyne Price. Seu pai, Bobby Brown, lhe deu seis meio-irmãos. A influência musical na família era evidente, e Bobbi Kristina herdou o talento e o interesse pela música de seus pais.
Sua infância foi marcada por aparições frequentes na mídia e eventos públicos ao lado de sua mãe. Ela foi apresentada aos palcos e à indústria do entretenimento muito cedo, participando de entrevistas e apresentações musicais. Bobbi Kristina teve uma conexão especial com a música e participou de algumas gravações com sua mãe, como na música "My Love Is Your Love", onde fez comentários não creditados. Essas experiências moldaram seus interesses e aspirações artísticas desde muito jovem.
Apesar de sua infância privilegiada, a vida de Bobbi Kristina foi impactada pelos problemas de drogas de seus pais, com a mídia frequentemente destacando esses aspectos da vida familiar. A infância e adolescência de Bobbi Kristina foram, assim, marcadas por altos e baixos emocionais, influenciadas tanto pelo glamour quanto pelos desafios associados à fama de sua família.

## Vida adulta
Após a morte de sua mãe, Whitney Houston, em 2012, Bobbi Kristina enfrentou desafios significativos. Ela foi descrita como "inconsolável" e precisou de cuidados médicos pouco depois da morte de sua mãe. Como única herdeira, ela recebeu a totalidade da herança de sua mãe, avaliada em cerca de 115 milhões de dólares, com pagamentos estruturados ao longo do tempo até ela completar 30 anos.
Bobbi Kristina expressou interesse em seguir os passos de sua mãe na música e na atuação. Ela fez sua estreia como atriz em 2012 no seriado de Tyler Perry, For Better or Worse, interpretando a recepcionista Tina. Ela também manifestou o desejo de se tornar cantora, mas enfrentou desafios nessa carreira devido às comparações inevitáveis com sua mãe.
Em julho de 2013, Bobbi Kristina anunciou seu noivado com Nick Gordon, um amigo próximo da família que havia sido acolhido por Whitney Houston quando criança. Esse relacionamento gerou controvérsias dentro da família, e embora eles tenham anunciado que se casaram em 2014, isso nunca foi legalmente confirmado.
Bobbi Kristina enfrentou momentos difíceis durante sua vida adulta, lutando para encontrar seu próprio caminho e lidar com o legado e a perda de sua mãe, bem como com as expectativas públicas e pressões associadas à sua fama e herança.

## Coma e morte
Em 31 de janeiro de 2015, Bobbi Kristina Brown foi encontrada inconsciente em uma banheira em sua casa, em circunstâncias que lembravam a morte de sua mãe. Ela foi levada ao hospital e colocada em coma induzido devido a um dano cerebral significativo. Inicialmente, não foram encontradas evidências de drogas ou álcool como causas do incidente, mas investigações posteriores sugeriram o contrário.
Bobbi Kristina faleceu em cuidados paliativos em 26 de julho de 2015, aos 22 anos. Sua morte foi notavelmente semelhante à de sua mãe, ambas resultantes de efeitos de submersão em uma banheira. A autópsia inicial não encontrou uma causa óbvia de morte nem ferimentos significativos. Posteriormente, o relatório final do médico legista identificou pneumonia lobar como a causa da morte, com a imersão e intoxicação por drogas como fatores contribuintes. A família agradeceu o apoio e o amor recebidos durante os últimos meses de vida de Bobbi Kristina. Personalidades proeminentes manifestaram suas condolências, e os serviços funerários ocorreram em 1º de agosto de 2015, na Igreja Metodista Unida St. James em Alpharetta, Georgia. Ela foi enterrada dois dias depois, entre sua mãe e avô materno, no Fairview Cemetery em Westfield, New Jersey.

## Legado e carreira
Após o falecimento de Bobbi Kristina Brown, sua vida e relação com a mãe foram temas de um filme para televisão e um documentário. Em 2017, a TV One lançou Bobbi Kristina, descrito como uma história repleta de drama. Em 2021, o Lifetime exibiu o documentário Whitney Houston & Bobbi Kristina: Didn't We Almost Have It All, descrito como uma homenagem amorosa a ambas as mulheres.

## Legado e carreira artística
Após a morte de Bobbi Kristina, sua vida e a de sua mãe foram retratadas em filmes e documentários. Em 2017, a TV One lançou Bobbi Kristina, um filme que explora a vida e os relacionamentos de Bobbi Kristina. Em 2021, a Lifetime lançou o documentário Whitney Houston & Bobbi Kristina: Didn't We Almost Have It All, que foi descrito como uma homenagem a ambas.
Bobbi Kristina também contribuiu artisticamente, participando de gravações e atuações durante sua vida. Sua discografia e filmografia, embora limitadas, mostram seu talento e conexão com o mundo do entretenimento. 

### Discografia
Bobbi Kristina participou em algumas gravações com sua mãe, Whitney Houston, e em apresentações televisivas. Sua discografia inclui:
| Ano  | Música                  | Álbum                                                             | Notas |
| ---- | ----------------------- | ----------------------------------------------------------------- | --- |
| 1998 | "My Love Is Your Love"  | My Love Is Your Love                                              | Comentários não creditados durante o primeiro verso e no final da música                                      |
| 1998 | "My Love Is Your Love"  | —                                                                 | Duetos ao vivo com Whitney Houston em palcos de concertos na Polônia                                          |
| 1999 | "My Love Is Your Love"  | VH1 Divas Live 1999: Whitney Houston (Live) – Single              | Duetos ao vivo com Whitney Houston, incluindo Treach no concerto Divas Live '99                               |
| 2003 | "Little Drummer Boy"    | One Wish: The Holiday Album                                       | Cantora convidada com Whitney Houston                                                                         |
| 2007 | "Family First"          | Tyler Perry's "Daddy's Little Girls" – Music Inspired by the Film | Gravação em estúdio com Whitney Houston, Cissy Houston, e Dionne Warwick                                      |
| 2009 | "My Love Is Your Love"  | —                                                                 | Duetos ao vivo com Whitney Houston no concerto Good Morning America no Central Park em 1º de setembro de 2009 |
| 2012 | "I'm Your Baby Tonight" | —                                                                 | Performance em The Houstons: On Our Own                                                                       |

### Filmografia
Bobbi Kristina fez várias aparições na televisão, tanto em reality shows quanto em séries dramáticas. Sua filmografia inclui:
| Ano       | Título                                                         | Papel                 | Notas                            |
| --------- | -------------------------------------------------------------- | --------------------- | -------------------------------- |
| 2005      | Being Bobby Brown                                              | Ela mesma             |                                  |
| 2009      | The Oprah Winfrey Show                                         | Ela mesma             | Episódio: "Whitney Houston"      |
| 2012      | Oprah's Next Chapter                                           | Ela mesma             |                                  |
| 2012      | The 2012 Billboard Music Awards                                | Ela mesma             |                                  |
| 2012–2013 | The Houstons: On Our Own                                       | Ela mesma             |                                  |
| 2012      | For Better or Worse                                            | Tina, a recepcionista |                                  |
| 2021      | Whitney Houston & Bobbi Kristina: Didn't We Almost Have It All | Ela mesma             | Documentário póstumo da Lifetime |